# Ralphie Choo
Ralphie Choo   (Madrid, 1999) nom artístic de Juan Casado Fisac, és un cantant, compositor i productor espanyol enfocat principalment en el gènere urbà, pop i música electrònica experimental. Amb una carrera musical activa des del 2019 i un àlbum, debut anomenat Supernova.

## Biografia
Juan va néixer a Madrid i es va criar a Daimiel, Ciudad real, després de mudar-se amb la seva família en néixer. Va estudiar Harmonització i producció musical a Madrid, on la seva mare va ser una de les raons principals per prendre aquesta decisió ja li va fomentar a ell i a la seva germana bessona tot d’àmbits creatius des de petits.
La seva carrera comença al 2019, després de patir una lesió de lligament creuat mentre jugava al futbol, que li va fer estar en repòs durant 2 mesos. Va començar a usar la seva veu com a instrument en les seves obres en 2021. Això va fer que comences a experimentar amb els seus coneixements i amb programes de producció musical. El seu nom artístic sorgeix d’un capítol de la sèrie els Simpsons, del personatge Ralphie wiggum. Del episodi “Jo estimo a Lisa”.

## Trajectòria musical
Inspirat per la música experimental de col·lectius de música com Odd Future i PC Music, Ralphie Choo és fundador del col·lectiu artístic i discogràfica "Rússia-IDK", al costat dels seus socis de composició Rusowsky, TRISTÁN!, DRUMMIE, i mori, que es van conèixer mitjançant el seu mànager, Jubera. Aquests artistes comparteixen una visió artística similar, que apunta a la creació d'una música que combini la música hip-hop amb el flamenc i el reggaetón.
Ralphie Choo va començar la seva carrera musical el 2019 com a part del col·lectiu creatiu madrileny Rusia-IDK, juntament amb artistes com Rusowsky. El seu estil, basat en la fusió de flamenc, música urbana, electrònica i pop experimental, el va distingir dins de l’escena alternativa espanyola.
Va guanyar notorietat el 2020 amb la cançó DOLORES, en col·laboració amb Rusowsky, i més endavant amb BULERÍAS DE UN CABALLO MALO (2022), que va captar l’atenció de la crítica internacional. El seu primer àlbum, Supernova (2023), publicat amb Warner Music, va ser elogiat per la premsa i el setembre de 2024 va assolir el número 1 a la llista oficial d’àlbums a Espanya.
El 2024, va col·laborar amb Rosalía en el senzill Omega, fet que va consolidar la seva projecció internacional. També ha treballat com a productor per a artistes com Amaia i Judeline.

## Discografia

###### Àlbums d'estudi
- Supernova (15 de setembre de 2023, Warner Music): Àlbum debut que combina flamenc, reggaeton, R&B i electrònica. Inclou temes destacats com "Bulerías de un Caballo Malo", "GATA", "VOYCONTODO" i "Tangos de una Moto Trucada".

###### Senzills destacats
- "Bulerías de un Caballo Malo" (2022): Fusió de flamenc i electrònica que va captar l'atenció de la crítica.
- "GATA" (2023): Col·laboració amb Rusowsky que destaca per la seva combinació de sons experimentals.[10]
- "VOYCONTODO" (2023): Tema que mostra la versatilitat de Choo en la mescla de gèneres.
- "Tangos de una Moto Trucada" (2023): Presentat en el programa A COLORS SHOW, destaca per la seva innovació sonora.
- "Omega" (2024): Col·laboració amb Rosalía, llançada el 25 de setembre de 2024.
- "BBY ROMEO" (2025): Col·laboració amb Rusowsky, tanca el proper àlbum d'aquest artista.[11]

###### Produccions destacades
- "Usted Está Aquí" (2022) – Amore
- "En El Cielo" (2022) – Judeline
- "Lágrimas Pa Otro Día" (2023) – Dellafuente
- "Nanai" (2024) – Amaia
- "Omega" (2024) – Rosalía i Ralphie Choo

Ralphie Choo també ha participat com a productor en diversos projectes, aportant la seva visió única a la música contemporània espanyola.